# ويد (كاليفورنيا)
ويد (بالإنجليزية: Weed )‏ هي إحدى مدن مقاطعة سيسكييوو، كاليفورنيا. تم إعطاءها لقب مدينة في 25 يناير، 1961.